# Arturo Perugini
Arturo Perugini (Nicastro, 7 giugno 1919 – Roma, 6 aprile 1983) è stato un avvocato e politico italiano.

## Biografia
Figlio di Basilio Perugini, avvocato, e di Anna Cassoli nacque a Nicastro da genitori originari di Curinga, paese dove trascorse l'infanzia e l'adolescenza. Si laureò in giurisprudenza presso l'Università degli Studi di Roma La Sapienza il 10 giugno 1940 discutendo la tesi su “il diritto come fatto e come ideale nella filosofia di Giovanbattista Vico”, con Giorgio del Vecchio.
Ufficiale di complemento volontario, combattente e reduce della seconda guerra mondiale, è stato internato in un campo di prigionia dal 1945 al 1946.
Sposò Giulia Serrao il 7 marzo 1943 ed ebbe quattro figli: Maria, Basilio, Sebastiano e Antonio.
Iscritto all'albo degli avvocati presso il tribunale di Nicastro dal 20 agosto 1946, dal 17 novembre 1955 si iscrisse all'albo speciale dei patrocinanti in cassazione e davanti alle altre magistrature superiori della Repubblica. Fu componente dello stesso consiglio dell'ordine per vari bienni ed esercitò la professione forense per tutta la vita. Ha pubblicato testi in materie giuridiche ed ha collaborato a periodici giuridici e politici.
Insignito dell'onorificenza di commendatore dell'Ordine al merito della Repubblica il 27 gennaio 1960, dal presidente della Repubblica Giovanni Gronchi su proposta del presidente del consiglio dei ministri Amintore Fanfani.
Consigliere comunale di Nicastro dal 1956 al 1959 e dal 1961 al 1965, è stato commissario prefettizio dello stesso comune dal 1959 al 1961 e poi sindaco della città dal 1961 al 1962, primo eletto della lista della Democrazia Cristiana che, nella tornata elettorale del 1961, conquistò la maggioranza assoluta dei consiglieri eletti.
Eletto senatore della Repubblica per la IV legislatura il 28 aprile 1963, con circa 31.000 voti, ha fatto parte della IX commissione permanente del Senato per l'industria, il commercio, l'artigianato e l'agricoltura. Nel corso del suo mandato parlamentare ha presentato numerosi disegni di legge, interpellanze ed interrogazioni, intervenendo frequentemente nelle discussioni sia in aula che in commissione: tra questi è stato autore del disegno di legge per la costituzione del comune di Lamezia Terme presentato in Senato il 30 ottobre 1963, poi approvato con legge 4 gennaio 1968 n.6.
Ha partecipato, nella primavera del 1970, alle elezioni amministrative per l'elezione del primo consiglio comunale di Lamezia Terme come capolista dei democratici cristiani, risultando primo degli eletti e venendo successivamente eletto primo sindaco della nuova città.
Nel decennale della morte, i concittadini gli hanno dedicato un busto bronzeo eretto, davanti al palazzo di giustizia, nella piazza della Repubblica di Lamezia Terme. L'amministrazione comunale gli ha intitolato, nella parte nuova della città, una strada dove sono ubicati il municipio e vari altri edifici pubblici ed istituzionali.